# Inostemma acuticorne
Inostemma acuticorne är en stekelart som beskrevs av Musil 1958. Inostemma acuticorne ingår i släktet Inostemma och familjen gallmyggesteklar. Inga underarter finns listade i Catalogue of Life.